# Champaign County (Ohio)
 For alternative betydninger, se Champaign County. (Se også artikler, som begynder med Champaign County)
Champaign County er et county i den amerikanske delstat Ohio.

## Demografi
Ifølge folketællingen fra 2000 boede der 38.890 personer i amtet. Der var 14.952 husstande med 10.870 familier. Befolkningstætheden var 35 personer pr. km². Befolkningens etniske sammensætning var som følger: 95,73 % hvide, 2,30 % afroamerikanere, 0,31 % indianere, 0,25 % asiater, 0,02 % fra Stillehavsøerne, 0,31 % af anden oprindelse og 1,08 % fra to eller flere grupper.
Der var 14.952 husstande, hvoraf 34,00 % havde børn under 18 år boende. 59.70 % var ægtepar, som boede sammen, 9,20 % havde en enlig kvindelig forsøger som beboer, og 27,30 % var ikke-familier. 23,50 % af alle husstande bestod af enlige, og i 9,40 % af tilfældene boede der en person som var 65 år eller ældre.
Befolkningens alder var fordelt med 26,20 % under 18 år, 7,90 % fra 18 til 24, 28,70 % fra 25 til 44, 24,60 % fra 45 til 64, og 12,60 %, som var 65 år eller ældre. Middelalderen var 37 år. For hver 100 kvinder, var der 95,90 mænd. For hver 100 kvinde over 18 år og derover, var der 92,90 mænd.
Gennemsnitsindkomsten for en hustand var $43.139 årligt, mens gennemsnitsindkomsten for en familie var på $50.430 årligt.